# Åsa Svensson
Pour les articles homonymes, voir Svensson.
Åsa Svensson (née Carlsson le 16 juin 1975 à Surahammar) est une joueuse de tennis suédoise, professionnelle de 1992 à 2004.
Elle a atteint le 28e rang mondial, à la fois en simple (le 1er avril 1996) et en double (le 9 octobre 2000).
Elle a remporté deux titres en simple sur le circuit WTA, dont l'Open de Bol en 2002 contre Iva Majoli. Elle a aussi décroché sept titres en double dames.

## Palmarès

### Titres en simple dames
| No | Date       | Nom et lieu du tournoi               | Catégorie | Dotation  | Surface      | Finaliste     | Score         |          |
| -- | ---------- | ------------------------------------ | --------- | --------- | ------------ | ------------- | ------------- | -------- |
| 1  | 08-11-1999 | Wismilak International, Kuala Lumpur | Tier III  | 180 000 $ | Dur (ext.)   | Erika de Lone | 6-2, 6-4      | Parcours |
| 2  | 29-04-2002 | Croatian Ladies Open, Bol            | Tier III  | 170 000 $ | Terre (ext.) | Iva Majoli    | 6-3, 4-6, 6-1 | Parcours |

### Finales en simple dames
| No | Date       | Nom et lieu du tournoi                   | Catégorie | Dotation  | Surface      | Vainqueure     | Score    |          |
| -- | ---------- | ---------------------------------------- | --------- | --------- | ------------ | -------------- | -------- | -------- |
| 1  | 09-05-1994 | BVV Open, Prague                         | Tier IV   | 100 000 $ | Terre (ext.) | Amanda Coetzer | 6-1, 7-6 | Parcours |
| 2  | 10-04-1995 | Gallery Furniture Championships, Houston | Tier II   | 430 000 $ | Terre (ext.) | Steffi Graf    | 6-1, 6-1 | Parcours |

### Titres en double dames
| No | Date       | Nom et lieu du tournoi                     | Catégorie | Dotation  | Surface         | Partenaire          | Finalistes                               | Score          |          |
| -- | ---------- | ------------------------------------------ | --------- | --------- | --------------- | ------------------- | ---------------------------------------- | -------------- | -------- |
| 1  | 15-11-1999 | Volvo Women’s Open Pattaya                 | Tier IVb  | 112 500 $ | Dur (ext.)      | Émilie Loit         | Evgenia Kulikovskaya Patricia Wartusch   | 6-1, 6-4       | Parcours |
| 2  | 14-02-2000 | Faber Grand Prix Hanovre                   | Tier II   | 535 000 $ | Moquette (int.) | Natasha Zvereva     | Silvia Farina Karina Habšudová           | 6-3, 6-4       | Parcours |
| 3  | 23-07-2001 | GP Princesse Lalla Meryem Casablanca       | Tier V    | 110 000 $ | Terre (ext.)    | Lioubomira Batcheva | María José Martínez María Emilia Salerni | 6-3, 6-74, 6-1 | Parcours |
| 4  | 05-11-2001 | Volvo Women’s Open Pattaya                 | Tier V    | 110 000 $ | Dur (ext.)      | Iroda Tulyaganova   | Liezel Huber Wynne Prakusya              | 4-6, 6-3, 6-3  | Parcours |
| 5  | 17-02-2003 | Copa Colsanitas Bogota                     | Tier III  | 170 000 $ | Terre (ext.)    | Katarina Srebotnik  | Tina Križan Tatiana Perebiynis           | 6-2, 6-1       | Parcours |
| 6  | 24-02-2003 | Abierto Mexicano Pegaso Acapulco           | Tier III  | 170 000 $ | Terre (ext.)    | Émilie Loit         | Petra Mandula Patricia Wartusch          | 6-3, 6-1       | Parcours |
| 7  | 16-02-2004 | Kroger St. Jude Cellular South Cup Memphis | Tier III  | 190 000 $ | Dur (int.)      | Meilen Tu           | Maria Sharapova Vera Zvonareva           | 6-4, 7-60      | Parcours |

### Finales en double dames
| No | Date       | Nom et lieu du tournoi                     | Catégorie | Dotation  | Surface         | Vainqueures                         | Partenaire           | Score         |          |
| -- | ---------- | ------------------------------------------ | --------- | --------- | --------------- | ----------------------------------- | -------------------- | ------------- | -------- |
| 1  | 07-02-1994 | EA-Generali Ladies Linz                    | Tier III  | 150 000 $ | Moquette (int.) | Eugenia Maniokova Leila Meskhi      | Caroline Schneider   | 6-2, 6-2      | Parcours |
| 2  | 27-07-1998 | Prokom Polish Open Sopot                   | Tier IV   | 107 500 $ | Terre (ext.)    | Květa Hrdličková Helena Vildová     | Seda Noorlander      | 6-3, 6-2      | Parcours |
| 3  | 03-08-1998 | Enka Ladies Open Istanbul                  | Tier IV   | 107 500 $ | Dur (ext.)      | Meike Babel Laurence Courtois       | Florencia Labat      | 6-0, 6-2      | Parcours |
| 4  | 12-07-1999 | Torneo Internazionale Palerme              | Tier IVa  | 142 500 $ | Terre (ext.)    | Tina Križan Katarina Srebotnik      | Sonya Jeyaseelan     | 4-6, 6-3, 6-0 | Parcours |
| 5  | 07-02-2000 | Open Gaz de France Paris                   | Tier II   | 535 000 $ | Moquette (int.) | Julie Halard Sandrine Testud        | Émilie Loit          | 3-6, 6-3, 6-4 | Parcours |
| 6  | 17-07-2000 | Idea Prokom Open Sopot                     | Tier III  | 170 000 $ | Terre (ext.)    | Virginia Ruano Pascual Paola Suárez | Rita Grande          | 7-5, 6-1      | Parcours |
| 7  | 19-02-2001 | Duty Free Women’s Open Dubaï               | Tier II   | 565 000 $ | Dur (ext.)      | Yayuk Basuki Caroline Vis           | Karina Habšudová     | 6-0, 4-6, 6-2 | Parcours |
| 8  | 31-12-2001 | Thalgo Hardcourts Championships Gold Coast | Tier III  | 170 000 $ | Dur (ext.)      | Justine Henin Meghann Shaughnessy   | Miriam Oremans       | 6-1, 7-66     | Parcours |
| 9  | 08-04-2002 | Bausch & Lomb Championships Amelia Island  | Tier II   | 585 000 $ | Terre (ext.)    | Daniela Hantuchová Arantxa Sánchez  | María Emilia Salerni | 6-4, 6-2      | Parcours |

### Finales en double mixte
| No | Date       | Nom et lieu du tournoi      | Catégorie | Dotation    | Surface    | Vainqueures                     | Partenaire     | Score        |          |
| -- | ---------- | --------------------------- | --------- | ----------- | ---------- | ------------------------------- | -------------- | ------------ | -------- |
| 1  | 02-01-1999 | Hyundai Hopman Cup XI Perth | ITF       | 900 000 AU$ | Dur (int.) | Jelena Dokić Mark Philippoussis | Jonas Björkman | 2 matchs à 1 | Parcours |

## Parcours en Grand Chelem

### En simple dames
| Année | Open d'Australie | Open d'Australie  | Internationaux de France | Internationaux de France | Wimbledon       | Wimbledon         | US Open         | US Open             |
| ----- | ---------------- | ----------------- | ------------------------ | ------------------------ | --------------- | ----------------- | --------------- | ------------------- |
| 1994  | -                | -                 | 1er tour (1/64)          | Wang Shi-Ting            | 1er tour (1/64) | Nathalie Tauziat  | 2e tour (1/32)  | Ginger Helgeson     |
| 1995  | 1er tour (1/64)  | Sandra Cacic      | 1er tour (1/64)          | Elena Likhovtseva        | 1er tour (1/64) | Conchita Martínez | 2e tour (1/32)  | Jana Novotná        |
| 1996  | 2e tour (1/32)   | Anke Huber        | 1er tour (1/64)          | Kimiko Date              | 1er tour (1/64) | Karin Kschwendt   | 4e tour (1/8)   | Conchita Martínez   |
| 1997  | 3e tour (1/16)   | Conchita Martínez | 1er tour (1/64)          | Yayuk Basuki             | 1er tour (1/64) | Barbara Schett    | 1er tour (1/64) | Brenda Schultz      |
| 1998  | 2e tour (1/32)   | Florencia Labat   | 3e tour (1/16)           | Anna Kournikova          | 2e tour (1/32)  | Miriam Oremans    | 2e tour (1/32)  | Sarah Pitkowski     |
| 1999  | 2e tour (1/32)   | Venus Williams    | 3e tour (1/16)           | Steffi Graf              | 1er tour (1/64) | Tara Snyder       | 2e tour (1/32)  | Barbara Schett      |
| 2000  | 3e tour (1/16)   | Ai Sugiyama       | 4e tour (1/8)            | Mary Pierce              | 1er tour (1/64) | Serena Williams   | 1er tour (1/64) | Chanda Rubin        |
| 2001  | 1er tour (1/64)  | Patricia Wartusch | 2e tour (1/32)           | Barbara Schett           | 1er tour (1/64) | Selima Sfar       | 2e tour (1/32)  | Meghann Shaughnessy |
| 2002  | 3e tour (1/16)   | Martina Suchá     | 2e tour (1/32)           | Elena Dementieva         | 1er tour (1/64) | Chanda Rubin      | 1er tour (1/64) | Barbara Schett      |
| 2003  | 1er tour (1/64)  | Magüi Serna       | -                        | -                        | -               | -                 | -               | -                   |
| 2004  | 1er tour (1/64)  | Chanda Rubin      | -                        | -                        | -               | -                 | -               | -                   |

À droite du résultat, l’ultime adversaire.

### En double dames
| Année | Open d'Australie            | Open d'Australie          | Internationaux de France      | Internationaux de France    | Wimbledon                     | Wimbledon                  | US Open                       | US Open                   |
| ----- | --------------------------- | ------------------------- | ----------------------------- | --------------------------- | ----------------------------- | -------------------------- | ----------------------------- | ------------------------- |
| 1994  | 2e tour (1/16) C. Cristea   | E. Maniokova Leila Meskhi | 1er tour (1/32) Nanne Dahlman | Jenny Byrne R. McQuillan    | 2e tour (1/16) Nanne Dahlman  | Pam Shriver E. Smylie      | 1er tour (1/32) M. Jackson    | L. Davenport Lisa Raymond |
| 1995  | 1er tour (1/32) Ei Iida     | M. Bollegraf L. Neiland   | 2e tour (1/16) A. Fusai       | Katrina Adams Zina Garrison | 2e tour (1/16) A. Temesvári   | Amy Frazier Kimberly Po    | 1er tour (1/32) A. Temesvári  | Lori McNeil Helena Suková |
| 1996  | 1er tour (1/32) C. Cristea  | K. Nagatsuka Ai Sugiyama  | 2e tour (1/16) A. Temesvári   | C. Martínez P. Tarabini     | 2e tour (1/16) A. Temesvári   | Nicole Arendt M. Bollegraf | 2e tour (1/16) M. Strandlund  | M. Hingis Helena Suková   |
| 1997  | 1er tour (1/32) Studeníková | Amy Frazier Kimberly Po   | 1er tour (1/32) F. Perfetti   | Anke Huber Monica Seles     | 1er tour (1/32) F. Perfetti   | C. Cristea M. Grzybowska   | 1er tour (1/32) Patricia Hy   | Yayuk Basuki Caroline Vis |
| 1998  | 1er tour (1/32) Patricia Hy | K. Radford C. Morariu     | 1er tour (1/32) Chanda Rubin  | M. Grzybowska A. Sidot      | -                             | -                          | 1er tour (1/32) B. Rittner    | Meike Babel Mercedes Paz  |
| 1999  | 3e tour (1/8) Jelena Dokić  | Yayuk Basuki A. Mauresmo  | 1er tour (1/32) Émilie Loit   | Likhovtseva Ai Sugiyama     | 1er tour (1/32) S. Jeyaseelan | Nicole Arendt M. Bollegraf | 1er tour (1/32) S. Jeyaseelan | MJ Fernández Monica Seles |
| 2000  | 2e tour (1/16) Émilie Loit  | L. Davenport C. Morariu   | 1er tour (1/32) Émilie Loit   | Silvia Farina K. Habšudová  | 2e tour (1/16) Émilie Loit    | A. Ellwood Alicia Molik    | 2e tour (1/16) S. Jeyaseelan  | Els Callens D. Monami     |
| 2001  | 3e tour (1/8) M. Maleeva    | S. Williams V. Williams   | 2e tour (1/16) M. Maleeva     | J. Capriati Ai Sugiyama     | 1er tour (1/32) M. Maleeva    | Justine Henin Magüi Serna  | 1er tour (1/32) M. Maleeva    | Petra Mandula P. Wartusch |
| 2002  | 2e tour (1/16) M. Maleeva   | M. Hingis A. Kournikova   | 2e tour (1/16) Tulyaganova    | Lisa Raymond Rennae Stubbs  | 2e tour (1/16) Tulyaganova    | S. Testud Roberta Vinci    | 3e tour (1/8) M. Salerni      | Cara Black Likhovtseva    |
| 2003  | 2e tour (1/16) M. Salerni   | L. Davenport Lisa Raymond | -                             | -                           | -                             | -                          | -                             | -                         |
| 2004  | 2e tour (1/16) Meilen Tu    | Petra Mandula P. Wartusch | 1er tour (1/32) L. Granville  | Rita Grande T. Tanasugarn   | 1er tour (1/32) Meilen Tu     | María Vento A. Widjaja     | 2e tour (1/16) Meilen Tu      | E. Dementieva Ai Sugiyama |

Sous le résultat, la partenaire ; à droite, l’ultime équipe adverse.

### En double mixte
| Année | Open d'Australie              | Open d'Australie         | Internationaux de France    | Internationaux de France  | Wimbledon                    | Wimbledon                 | US Open                       | US Open                     |
| ----- | ----------------------------- | ------------------------ | --------------------------- | ------------------------- | ---------------------------- | ------------------------- | ----------------------------- | --------------------------- |
| 1997  | -                             | -                        | -                           | -                         | 2e tour (1/16) Peter Nyborg  | L. Neiland A. Olhovskiy   | -                             | -                           |
| 1999  | -                             | -                        | -                           | -                         | 1er tour (1/32) Ben Ellwood  | A. Ellwood M. Bhupathi    | -                             | -                           |
| 2000  | 1er tour (1/16) Peter Nyborg  | F. Labat Mariano Hood    | 3e tour (1/8) Nicklas Kulti | De Villiers Simon Aspelin | 2e tour (1/16) Nicklas Kulti | D. Monami Tom Vanhoudt    | 1/4 de finale Nicklas Kulti   | Rennae Stubbs T. Woodbridge |
| 2001  | 1er tour (1/16) Nicklas Kulti | Lisa McShea Scott Draper | 2e tour (1/8) Nicklas Kulti | J. Husárová Petr Pála     | 1er tour (1/32) J. Landsberg | Liezel Huber Mike Bryan   | 2e tour (1/8) Pavel Vízner    | A. Sánchez Jared Palmer     |
| 2002  | -                             | -                        | -                           | -                         | 1/4 de finale J. Landsberg   | Els Callens Robbie Koenig | 1er tour (1/16) Martín García | Elena Bovina Mark Knowles   |
| 2004  | -                             | -                        | -                           | -                         | -                            | -                         | 1/4 de finale J. Björkman     | Rennae Stubbs Daniel Nestor |

Sous le résultat, le partenaire ; à droite, l’ultime équipe adverse.

## Parcours en Coupe de la Fédération
| #                                                                       | Date       | Lieu                     | Surface         | Gagnante(s)                  | Perdante(s)                    | Score           |          |
|                                                                         |            |                          |                 |                              |                                |                 |          |
| 1993 - 1er tour (groupe mondial) - Suède - Uruguay - 3 : 0              |            |                          |                 |                              |                                |                 |          |
| 1                                                                       | 19/07/1993 | Francfort                | Terre (ext.)    | Åsa Svensson                 | Laura Olave                    | 6-1, 7-5        | Parcours |
|                                                                         |            |                          |                 |                              |                                |                 |          |
| 1993 - 2e tour (groupe mondial) - Suède - France - 0 : 3                |            |                          |                 |                              |                                |                 |          |
| 2                                                                       | 21/07/1993 | Francfort                | Terre (ext.)    | Julie Halard                 | Åsa Svensson                   | 6-2, 6-3        | Parcours |
|                                                                         |            |                          |                 |                              |                                |                 |          |
| 1994 - 1er tour (groupe mondial) - Belgique - Suède - 1 : 2             |            |                          |                 |                              |                                |                 |          |
| 3                                                                       | 18/07/1994 | Francfort                | Terre (ext.)    | Sabine Appelmans             | Åsa Svensson                   | 5-7, 6-4, 6-2   | Parcours |
|                                                                         |            |                          |                 |                              |                                |                 |          |
| 1994 - 2e tour (groupe mondial) - Suède - Japon - 0 : 3                 |            |                          |                 |                              |                                |                 |          |
| 4                                                                       | 20/07/1994 | Francfort                | Terre (ext.)    | Kimiko Date                  | Åsa Svensson                   | 6-2, 7-5        | Parcours |
|                                                                         |            |                          |                 |                              |                                |                 |          |
| 1995 - 1/4 de finale (groupe mondial II) - Suède - Pays-Bas - 0 : 5     |            |                          |                 |                              |                                |                 |          |
| 5                                                                       | 22/04/1995 | Västerås                 | Moquette (int.) | Kristie Boogert              | Åsa Svensson                   | 6-3, 5-7, 6-1   | Parcours |
| 5                                                                       | 22/04/1995 | Västerås                 | Moquette (int.) | Miriam Oremans               | Åsa Svensson                   | 2-6, 7-64, 6-3  | Parcours |
|                                                                         |            |                          |                 |                              |                                |                 |          |
| 1995 - Barrage (groupe mondial II) - République tchèque - Suède - 4 : 1 |            |                          |                 |                              |                                |                 |          |
| 6                                                                       | 22/07/1995 | Prague                   | Moquette (int.) | Åsa Svensson                 | Petra Langrová                 | 6-4, 6-3        | Parcours |
| 6                                                                       | 22/07/1995 | Prague                   | Moquette (int.) | Helena Suková                | Åsa Svensson                   | 4-6, 6-4, 6-3   | Parcours |
|                                                                         |            |                          |                 |                              |                                |                 |          |
| 2001 - Barrage (groupe mondial I) - Suède - Japon - 3 : 2               |            |                          |                 |                              |                                |                 |          |
| 7                                                                       | 21/07/2001 |                          | Terre (ext.)    | Åsa Svensson                 | Rika Fujiwara                  | 6-3, 6-1        | Parcours |
| 7                                                                       | 21/07/2001 | Åsa Svensson             | Terre (ext.)    | Shinobu Asagoe               | 6-0, 6-3                       |                 | Parcours |
| 7                                                                       | 21/07/2001 | Rika Hiraki Yuka Yoshida | Terre (ext.)    | Åsa Svensson Diana Majkic    | 6-3, 6-1                       |                 | Parcours |
|                                                                         |            |                          |                 |                              |                                |                 |          |
| 2002 - 1er tour (groupe mondial) - Italie - Suède - 5 : 0               |            |                          |                 |                              |                                |                 |          |
| 8                                                                       | 27/04/2002 | Milan                    | Terre (ext.)    | Ant. Serra Zanetti           | Åsa Svensson                   | 6-74, 6-3, 10-8 | Parcours |
| 8                                                                       | 27/04/2002 | Milan                    | Terre (ext.)    | A. Serra Zanetti             | Åsa Svensson                   | 6-3, 7-65       | Parcours |
|                                                                         |            |                          |                 |                              |                                |                 |          |
| 2002 - Barrage (groupe mondial I) - Suède - Suisse - 3 : 2              |            |                          |                 |                              |                                |                 |          |
| 9                                                                       | 20/07/2002 | Malmö                    | Terre (ext.)    | Åsa Svensson                 | Myriam Casanova                | 6-2, 6-4        | Parcours |
| 9                                                                       | 20/07/2002 | Malmö                    | Terre (ext.)    | Patty Schnyder               | Åsa Svensson                   | 7-64, 5-7, 8-6  | Parcours |
| 9                                                                       | 20/07/2002 | Malmö                    | Terre (ext.)    | Sofia Arvidsson Åsa Svensson | Myriam Casanova Patty Schnyder | 3-6, 6-3, 7-5   | Parcours |

## Classements WTA en fin de saison

### En simple
| Année | 1991 | 1992 | 1993 | 1994 | 1995 | 1996 | 1997 | 1998 | 1999 | 2000 | 2001 | 2002 | 2003 | 2004 |
| Rang  | 330  | 201  | 167  | 69   | 49   | 39   | 45   | 92   | 61   | 57   | 102  | 77   | 364  | 191  |

Source : (en) « Classements de Åsa Svensson », sur le site officiel du WTA Tour

### En double
| Année | 1991 | 1992 | 1993 | 1994 | 1995 | 1996 | 1997 | 1998 | 1999 | 2000 | 2001 | 2002 | 2003 | 2004 |
| Rang  | 442  | 197  | 193  | 79   | 113  | 99   | 82   | 124  | 56   | 30   | 36   | 47   | 70   | 74   |

Source : (en) « Classements de Åsa Svensson », sur le site officiel du WTA Tour